# Übersicht der Listen der Naturdenkmale im Landkreis Mainz-Bingen
Die Übersicht der Listen der Naturdenkmale im Landkreis Mainz-Bingen nennt die Listen und die Anzahl der Naturdenkmale in den Städten und Gemeinden im rheinland-pfälzischen Landkreis Mainz-Bingen. Die Listen enthalten 38 im Landschaftsinformationssystem der Naturschutzverwaltung Rheinland-Pfalz verzeichnete Naturdenkmale.

## Bingen am Rhein
In der verbandsfreien Stadt Bingen am Rhein sind 3 Naturdenkmale verzeichnet.

## Verbandsgemeinde Bodenheim
In den 5 verbandsangehörigen Gemeinden der Verbandsgemeinde Bodenheim ist insgesamt 1 Naturdenkmal verzeichnet.
| Ort       | Naturdenkmalliste                    | Gesamtanzahl Naturdenkmale |
| --------- | ------------------------------------ | -------------------------- |
| Bodenheim | Liste der Naturdenkmale in Bodenheim | 1                          |

In Gau-Bischofsheim, Harxheim, Lörzweiler und Nackenheim sind keine Naturdenkmale verzeichnet.

## Budenheim
In der verbandsfreien Gemeinde Budenheim ist kein Naturdenkmal verzeichnet.

## Verbandsgemeinde Gau-Algesheim
In den 8 verbandsangehörigen Gemeinden der Verbandsgemeinde Gau-Algesheim sind insgesamt 4 Naturdenkmale verzeichnet.
| Ort           | Naturdenkmalliste                        | Gesamtanzahl Naturdenkmale |
| ------------- | ---------------------------------------- | -------------------------- |
| Engelstadt    | Liste der Naturdenkmale in Engelstadt    | 1                          |
| Gau-Algesheim | Liste der Naturdenkmale in Gau-Algesheim | 1                          |
| Ockenheim     | Liste der Naturdenkmale in Ockenheim     | 2                          |

In Appenheim, Bubenheim, Nieder-Hilbersheim, Ober-Hilbersheim und Schwabenheim an der Selz sind keine Naturdenkmale verzeichnet.

## Ingelheim am Rhein
In der verbandsfreien Stadt Ingelheim am Rhein sind 5 Naturdenkmale verzeichnet.

## Verbandsgemeinde Nieder-Olm
In den 8 verbandsangehörigen Gemeinden der Verbandsgemeinde Nieder-Olm sind insgesamt 3 Naturdenkmale verzeichnet.
| Ort               | Naturdenkmalliste                            | Gesamtanzahl Naturdenkmale |
| ----------------- | -------------------------------------------- | -------------------------- |
| Klein-Winternheim | Liste der Naturdenkmale in Klein-Winternheim | 1                          |
| Ober-Olm          | Liste der Naturdenkmale in Ober-Olm          | 2                          |

In Essenheim, Jugenheim, Nieder-Olm, Sörgenloch, Stadecken-Elsheim und Zornheim sind keine Naturdenkmale verzeichnet.

## Verbandsgemeinde Rhein-Nahe
In den 10 verbandsangehörigen Gemeinden der Verbandsgemeinde Rhein-Nahe sind insgesamt 7 Naturdenkmale verzeichnet.
| Ort               | Naturdenkmalliste                            | Gesamtanzahl Naturdenkmale |
| ----------------- | -------------------------------------------- | -------------------------- |
| Bacharach         | Liste der Naturdenkmale in Bacharach         | 2                          |
| Münster-Sarmsheim | Liste der Naturdenkmale in Münster-Sarmsheim | 3                          |
| Weiler bei Bingen | Liste der Naturdenkmale in Weiler bei Bingen | 2                          |

In Breitscheid, Manubach, Niederheimbach, Oberdiebach, Oberheimbach, Trechtingshausen und Waldalgesheim sind keine Naturdenkmale verzeichnet.

## Verbandsgemeinde Rhein-Selz
In den 20 verbandsangehörigen Gemeinden der Verbandsgemeinde Rhein-Selz sind insgesamt 12 Naturdenkmale verzeichnet.
| Ort         | Naturdenkmalliste                                    | Gesamtanzahl Naturdenkmale |
| ----------- | ---------------------------------------------------- | -------------------------- |
| Dexheim     | Liste der Naturdenkmale in Dexheim                   | 4                          |
| Friesenheim | Liste der Naturdenkmale in Friesenheim (Rheinhessen) | 2                          |
| Köngernheim | Liste der Naturdenkmale in Köngernheim               | 1                          |
| Ludwigshöhe | Liste der Naturdenkmale in Ludwigshöhe               | 1                          |
| Nierstein   | Liste der Naturdenkmale in Nierstein                 | 2                          |
| Selzen      | Liste der Naturdenkmale in Selzen                    | 1                          |
| Undenheim   | Liste der Naturdenkmale in Undenheim                 | 1                          |

In Dalheim, Dienheim, Dolgesheim, Dorn-Dürkheim, Eimsheim, Guntersblum, Hahnheim, Hillesheim, Mommenheim, Oppenheim, Uelversheim, Weinolsheim und Wintersheim sind keine Naturdenkmale verzeichnet.

## Verbandsgemeinde Sprendlingen-Gensingen
In den 10 verbandsangehörigen Gemeinden der Verbandsgemeinde Sprendlingen-Gensingen sind insgesamt 3 Naturdenkmale verzeichnet.
| Ort          | Naturdenkmalliste                                     | Gesamtanzahl Naturdenkmale |
| ------------ | ----------------------------------------------------- | -------------------------- |
| Gensingen    | Liste der Naturdenkmale in Gensingen                  | 1                          |
| Sankt Johann | Liste der Naturdenkmale in Sankt Johann (Rheinhessen) | 1                          |
| Sprendlingen | Liste der Naturdenkmale in Sprendlingen               | 1                          |

In Aspisheim, Badenheim, Grolsheim, Horrweiler, Welgesheim, Wolfsheim und Zotzenheim sind keine Naturdenkmale verzeichnet.